# Oxifenbutazona
La oxifenbutazona es un metabolito de la fenilbutazona, un medicamento del tipo antiinflamatorio no esteroideo indicado para el alivio del dolor y la inflamación leves o moderados como la artritis y espondiloartropatías, aunque su uso se ha limitado considerablemente por razón del riesgo de efectos hematológicos severos. La oxifenbutazona en gotas oculares ha sido usado en algunos países para la inflamación posoperatoria ocular y lesiones oculares superficiales.

## Farmacología
La Oxifenbutazona tiende a inhibir el metabolismo de anticoagulantes como la warfarina y el dicumarol. También desplazan sitios de fijación a las proteínas del plasma sanguíneo.

## Scrabble
La palabra en inglés Oxyphenbutazone tiene la reputación de ser la que teóricamente produce la mayor cantidad de puntos posibles en una sola jugada bajo las reglas estadounidenses del juego Scrabble, logrando una posible cantidad de 1.780 puntos al colocar las letras sobre la casilla de triple puntos por palabra.